# Evangelina Bottero
Evangelina Bottero Pagano (Acqui Terme, 29 de maig 1859 – Roma, 13 novembre 1950) va ser una ensenyant i divulgadora científica italiana. Coneguda perquè, amb Carolina Magistrelli, va ser una de les primeres dues dones que van obtenir una llicenciatura (1881) en ciències en el regne d'Itàlia i per haver pubblicat (1883), també amb Magistrelli, un dels primes textos de divulgació tècnica sobre el telèfon a Itàlia.

## Biografia
Després d'haver estudiat a l'Escola Normal a Florència, on va conèixer Carolina Magistrelli, que va ser després companya seva d'estudis i d'ensenyament durant molts anys, el 1880 va aconseguir ser admesa al segon curs de la Facultat de Ciències Físiques, Matemàtiques i Naturals de la Universitat La Sapienza de Roma, on va llicenciar-se el 1881. L'any següent va entrar a treballar a l'Institut Superior de Magisteri femení de Roma, institució fundada el 1882 del Ministre Guio Baccelli, amb dues soles seus, a Roma i a Florència. Evangelina Bottero arribarà a ser catedràtica de l'Institut de Magisteri romà el 1890 i, fins al 1922, hi ensenyarà física i química. Després de la reforma del Magisteri que va dur a terme Giovanni Gentile el 1922, que va suprimir la càtedra de física i va fer retroactives les normes per a la contractació dels docents, Bottero va decidir jubilar-se anticipadament.
Va ser membre, des de la seva fundació, el 1897, de la Societat italiana de Física; en el 1898 era l'única dona que en formava part.

## Escrits principals

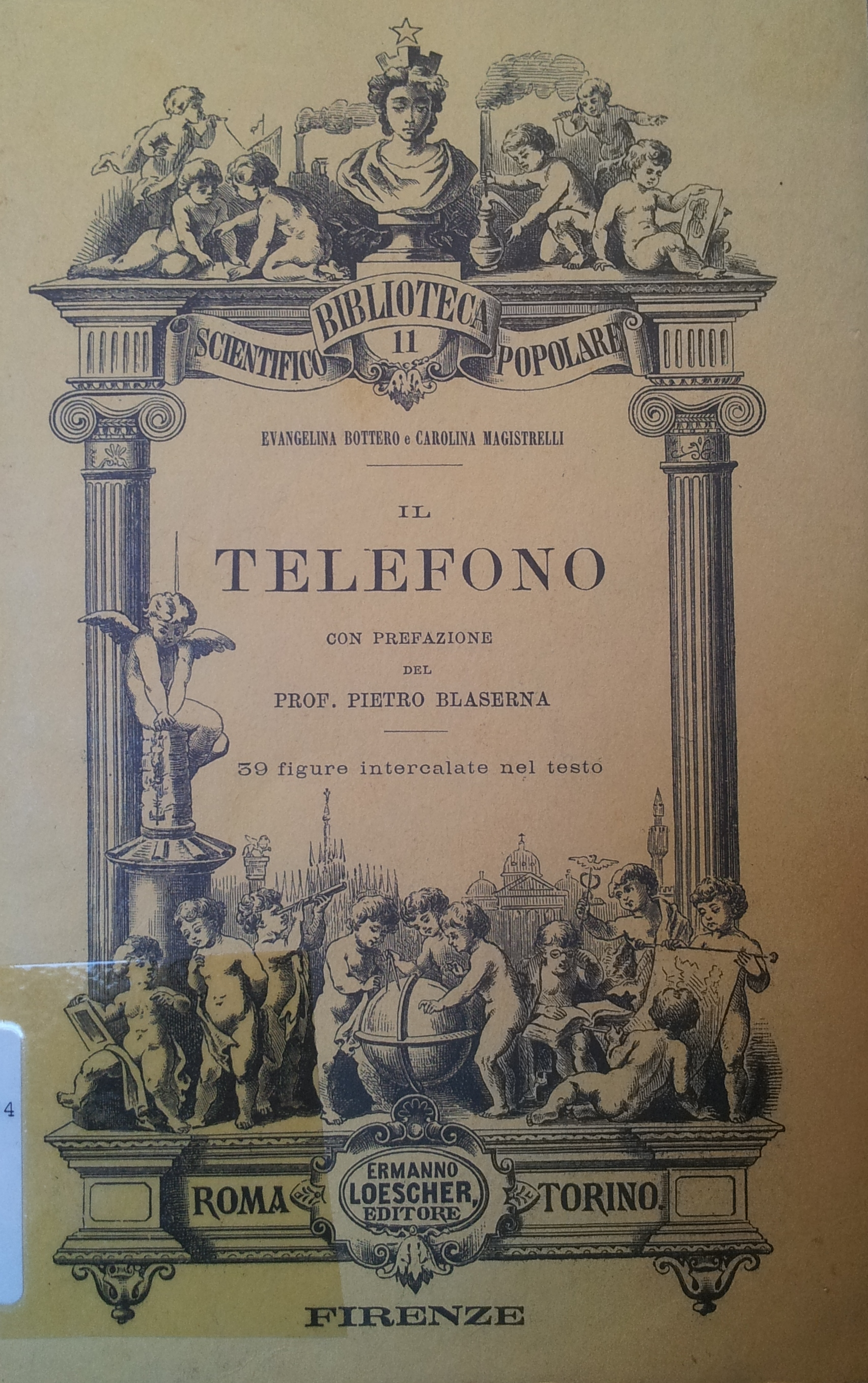
Coberta del llibre d'Evangelina Bottero i Carolina Magistrelli, Il telefono (1883)

- (amb Carolina Magistrelli) Il telefono. Con prefazione del prof. Pietro Blaserna, Loescher, Torino 1883, pp. 110